# Microberlinia bisulcata
Microberlinia bisulcata é uma espécie vegetal da família Fabaceae.
Apenas pode ser encontrada nos Camarões.
Os seus habitats naturais são: florestas secas tropicais ou subtropicais .
Está ameaçada por perda de habitat.